# Heribert von Laon
Heribert von Laon (auch: Charibert) war Graf von Laon und lebte in der ersten Hälfte des 8. Jahrhunderts. 
Seine Mutter war Bertrada die Ältere, die Tochter des Pfalzgrafen Hugobert aus der Familie der Hugobertiner und der Irmina von Oeren; da Bertrada 721 die Stifterin der Abtei Prüm war, wurde er für diese Einrichtung zum Mitstifter. Weitere Angaben zu Heriberts Familie sind unklar. Vermutungen, Heribert sei der Sohn Martins, eines früheren Grafs von Laon, und habe eine Merowingerin namens Gisela von Aquitanien geheiratet und mit ihr eine gleichnamige Tochter gezeugt, können nicht als gesichert gelten.
Seine Tochter war Bertrada die Jüngere, die Ehefrau Pippins des Jüngeren, des fränkischen Hausmeiers und späteren Königs. Dadurch war Heribert von Laon der Großvater mütterlicherseits von Karl dem Großen.